# Letters in Mathematical Physics
Letters in Mathematical Physics ist eine seit 1975 zweimonatlich in englischer Sprache erscheinende Fachzeitschrift, die von Springer Netherlands in Dordrecht herausgegeben wird. Sie versteht sich als Zeitschrift für die schnelle Verbreitung kurzer Beiträge in der mathematischen Physik.